# 1706
1706 (MDCCVI) — невисокосний рік. Епоха великих географічних відкриттів •  Перша наукова революція • Річ Посполита •  Запорозька Січ

## Геополітична ситуація
Османську імперію очолює Ахмед III (до 1730). Під владою османського султана перебувають Близький Схід та Єгипет, Середземноморське узбережжя Північної Африки, частина Закавказзя, значні території в Європі: Греція, Болгарія та Сербія. Васалами османів є Волощина та Молдова.
Священна Римська імперія — наймогутніша держава Європи. Її територія охоплює, крім німецьких земель, Угорщину з Хорватією, Трансильванію, Богемію, Північну Італію. Її імператор — Йосип I Габсбург (до 1711). Король Пруссії — Фрідріх I (до 1713).
На передові позиції в Європі вийшла Франція, на троні якої сидить король-Сонце Людовик XIV (до 1715). Франція має колонії в Північній Америці та Індії.
Триває Війна за іспанську спадщину. Королівству Іспанія належать Іспанські Нідерланди, південь Італії, Нова Іспанія, Нова Гранада та Нова Кастилія в Америці, Філіппіни. Королем Португалії є Жуан V (до 1750). Португалія має володіння в Бразилії, в Африці, в Індії, в Індійському океані й Індонезії.
Північ Нідерландів займає Республіка Об'єднаних провінцій. Вона має колонії в Північній Америці, Індонезії, на Формозі та на Цейлоні. Королева Англії — Анна Стюарт (до 1714). Англія має колонії в Північній Америці, на Карибах та в Індії. Король Данії та Норвегії — Фредерік IV (до 1730), король Швеції — Карл XII (до 1718). На Апеннінському півострові незалежні Венеціанська республіка та Папська область. у Речі Посполитій королює Станіслав Лещинський, якого підтримує Швеція (до 1711). У Московії царює Петро I (до 1725).
Україну розділено по Дніпру між Річчю Посполитою та Московією. Іван Мазепа є гетьманом на Лівобережжі під москоським протекторатом. На півдні України існує Запорозька Січ. Існують Кримське ханство, Ногайська орда.
В Ірані правлять Сефевіди.
Значними державами Індостану є Імперія Великих Моголів, в якій править Аурангзеб, Імперія Маратха. В Китаї править Династія Цін. В Японії триває період Едо.

## Події
Триває Війна за іспанську спадщину, в Європі також продовжується Велика Північна війна. Закінчується Громадянська війна в Польщі.

### У світі
- Негусом Ефіопії став Текле Гайманот I, змістивши з престолу свого батька, Йясу Великого.
- Жуан V став королем Португалії.
- 22 липня узгоджено угоду про Унію між Англією та Шотландією. Після ратифікації угоди парламентами двох держав утворилося Королівство Велика Британія.
- Війна за іспанську спадщину:
  - Французи захопили Ніццу, що належала Савойї, і зруйнували міський замок.
  - Англійці зняли облогу Барселони французами. Війська Карла VI захопили місто.
  - 23 травня герцог Мальборо розбив французів біля Рамільї в Фландрії.
  - 27 червня Карла VI проголошено в Мадриді королем Іспанії.
  - 7 вересня австрійський принц Євген Савойський переміг французів, іспанців та баварців при облозі Турина.
- Велика північна війна:
  - Московсько-саксонські війська зазнали важкої поразки від шведів під Всховом.
  - 24 вересня підписано Альтранштадський мир, за яким Август II Фрідріх поступився польською короною на користь шведського ставленика Станіслава Лещинського.
  - У Битві при Каліші московсько-саксонсько-польські сили завдали поразки шведам.
- Іспанці перемогли у битві при Санта-Крус-де-Тенерифе, таким чином Канарські острови залишились під владою Іспанії.
- Засновано Альбукерке — найбільше місто в американському штаті Нью-Мексико.
- Засновано компанію Twinings — англійського виробника чаю, одну з найстаріших компаній світу, що продовжують працювати.[1]

### В Україні
- 15 серпня цар Петро I особисто[2] закладає будівництво Київської фортеці.
- Кошовим отаманом Війська Запорозького обрано Лук'яна Тимофієнка.

## Народились
див. також Категорія:Народились 1706
- 17 січня — Бенджамін Франклін, американський письменник, поет, винахідник, державний діяч.
- Йоганн Гайнріх Цедлер — німецький видавець та торговець книгами.
- 24 квітня — Джованні Батіста Мартіні, музикант і музичний педагог 18 ст.; один з вчителів В. А. Моцарта.

## Померли
див. також Категорія:Померли 1706
- П'єр Бейль — французький філософ, літератор, видавець, викладач.
- Йоганн Пахельбель — німецький композитор і органіст епохи бароко.
- Жанна Дюме (фр. Jeanne Dumée) — французька письменниця та астроном.